# Münchener EV
Münchener EV (celým názvem: Münchener Eislaufverein von 1883) byl německý sportovní klub, který sídlil v mnichovském městském obvodu Bogenhausen. Založen byl v roce 1883. Oddíl ledního hokeje byl založen v roce 1909. V letech 1966–1969 působil oddíl ledního hokeje pod názvem FC Bayern Mnichov. Sportovní klub zanikl v roce 1976 po fúzi s EHC 70 München. Své domácí zápasy odehrával v Prinzregentenstadionu. Klubové barvy byly modrá a bílá.
Mimo oddíl ledního hokeje měl sportovní klub i jiné oddíly, mj. oddíl krasobruslení, rychlobruslení a curlingu.

## Přehled ligové účasti (oddíl ledního hokeje)
Zdroj: 
- 1913: Deutsche Eishockey-Meisterschaft (1. ligová úroveň v Německu)
- 1925–1927: Deutsche Eishockey-Meisterschaft (1. ligová úroveň v Německu)
- 1931–1932: Deutsche Eishockey-Meisterschaft (1. ligová úroveň v Německu)
- 1947: Deutsche Eishockey-Meisterschaft (1. ligová úroveň v Německu)
- 1963–1964: Eishockey-Gruppenliga Süd (3. ligová úroveň v Německu)
- 1964–1965: Eishockey-Oberliga (2. ligová úroveň v Německu)
- 1965–1969: viz FC Bayern Mnichov
- 1972–1973: Eishockey-Regionalliga Süd (3. ligová úroveň v Německu)
- 1973–1976: Eishockey-Oberliga Süd (3. ligová úroveň v Německu)

## Účast v mezinárodních pohárech
Zdroj: 
Legenda: SP - Spenglerův pohár, EHP - Evropský hokejový pohár, EHL - Evropská hokejová liga, SSix - Super six, IIHFSup - IIHF Superpohár, VC - Victoria Cup, HLMI - Hokejová liga mistrů IIHF, ET - European Trophy, HLM - Hokejová liga mistrů, KP – Kontinentální pohár
- SP 1934 – Základní skupina B (3. místo)